# Xiaodian
För andra betydelser, se Xiaodian (olika betydelser).
 Xiaodian är ett stadsdistrikt i Taiyuan i Shanxi-provinsen i norra Kina.